# Lassaba tayulingensis
Lassaba tayulingensis is een vlinder uit de familie spanners (Geometridae). De wetenschappelijke naam van de soort is, als Medasina tayulingensis, voor het eerst geldig gepubliceerd in 1986 door Rikio Sato.

## Type
- holotype: "male. 27-29.III.1981 leg. K. Kudo"
- instituut: NSMT, Tokyo, Japan
- typelocatie: "Taiwan, Hualien County, Tayuling"